# Teregvani
Teregvani (en georgiano: თერეგვანი; en ruso: Терегвани) o Tereguan (en osetio: Терегуан) es una aldea que pertenece a la parcialmente reconocida República de Osetia del Sur, parte del distrito de Znaur, aunque de iure pertenece al municipio de Tighvi de la región de Iberia Interior de Georgia.

## Geografía
Teregvani se encuentra a 5 kilómetros de Kornisi. 

## Historia
De 1922 a 1990, formó parte del distrito de Znaur del óblast autónomo de Osetia del Sur, siendo de mayoría osetia.De 1990 a 2006, formó parte del raión de Kareli y, desde 2006, forma parte del municipio de Tighva. 

## Demografía
La evolución demográfica de Teregvani entre 1916 y 2015 fue la siguiente:
| 329                                                      | 262 | 280 | 238 |
| (Fuente: Population of South Ossetia since Soviet times) |     |     |     |

Según el censo soviético de 1959, la mayoría de la población local eran osetios. En los distintos censos, la composición étnica del pueblo es la siguiente:
|              | 1916      | 1916       |
| Grupo étnico | Población | Porcentaje |
| ------------ | --------- | ---------- |
| Georgianos   | 146       | 44,4%      |
| Osetios      | 183       | 55,6%      |
| Total        | 329       | 100%       |